# Universidad de Delaware

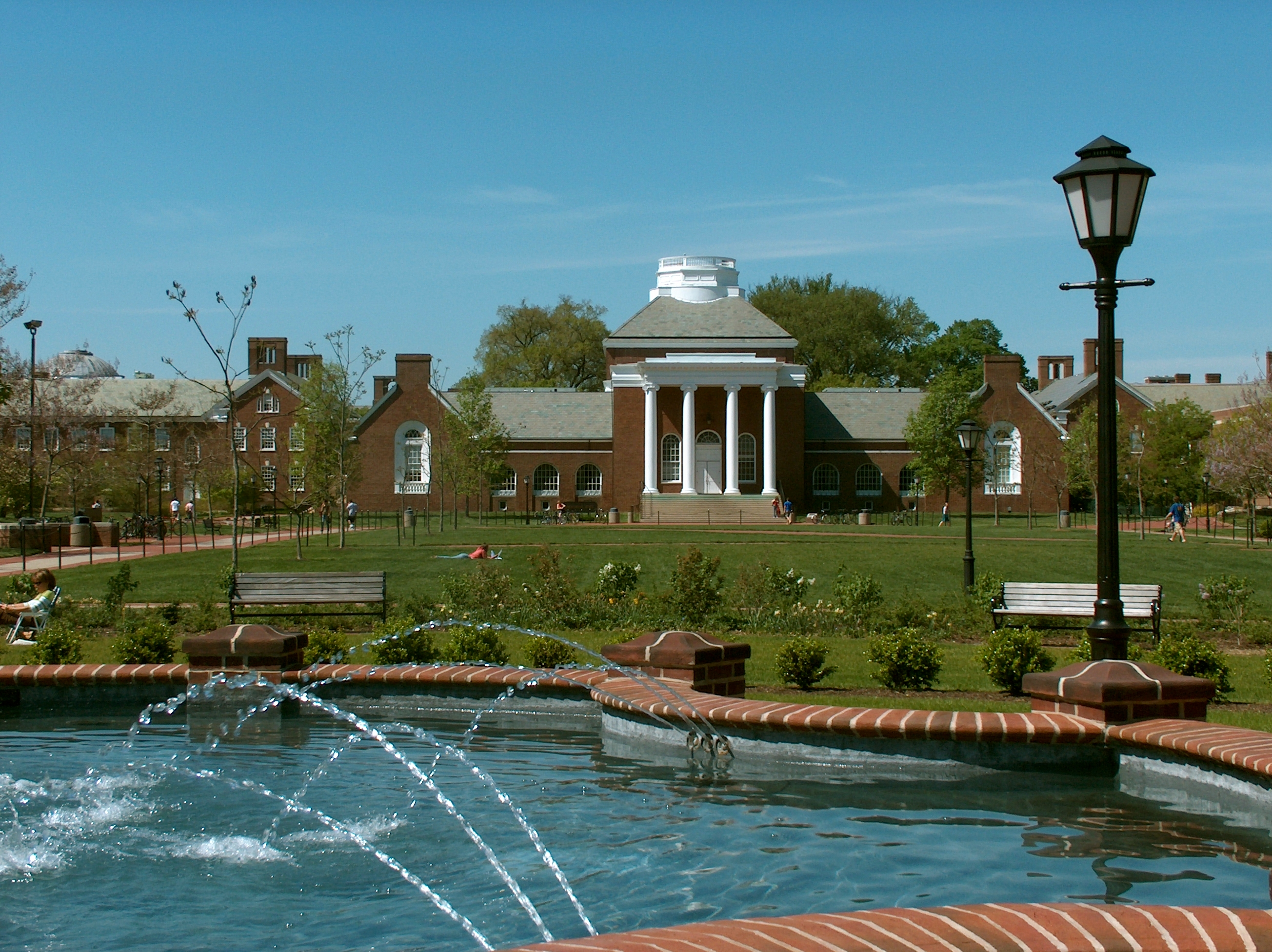
Die UD Memorial Hall

La Universidad de Delaware, en idioma inglés University of Delaware (abrevidada UD o UDel), es una universidad pública situada en Newark al norte del estado de Delaware, Estados Unidos. Con 19.077 estudiantes matriculados es el mayor centro universitario del estado de Delaware. Además del campus principal en Newark, tiene otros campus en Dover, Georgetown, Lewes y Wilmington. 
La universidad tiene fama por sus labores de investigación y enseñanza en los campos de la bioquímica, química e ingeniería química. 

## Historia
La universidad se fundó en 1743 de la mano del párroco presbiteriano Francis Alison con el nombre Free School. En 1833 la institución educativa del estado de Delaware lo reconoció como centro universitario con el nombre Newark College y finalmente en 1843 como Delaware College. Tras la fusión en 1921 con el Delaware Women's college fundado en 1913 se creó la universidad actual. 

## Deporte
Los equipos de deporte de la UD se denominan Fightin' Blue Hens. La universidad es miembro de la Colonial Athletic Association.

## Personalidades
- Clifford Brown – Músico de Jazz (no se graduó)
- Joseph Biden – Presidente de los Estados Unidos
- Thomas R. Carper – Senador
- Elena Delle Donne – Baloncestista
- Joe Flacco – Quarterback (fútbol americano)
- Scott Levy – Luchador
- Thomas McKean – Firmante de la Declaración de Independencia de los Estados Unidos
- Louis McLane – Senador, ministro de finanzas y de asuntos exteriores
- Adam Osborne – Pionero informático
- George Thorogood – Cantante de blues rock
- Scott Swift - Padre de Taylor Swift